# チリャルデギ
チリャルデギ（Txillardegi, 1929年9月27日 – 2012年1月14日）は、スペイン・ギプスコア県サン・セバスティアン出身の言語学者・政治家・著作家。青年期までバスク語を学んだことがなかったが、20世紀後半のバスク・ナショナリズムとバスク文化にとってもっとも影響力のあった人物のひとりである。チリャルデギは愛称・筆名であり、本名はホセ・ルイス・アルバレス・エンパランツァ(José Luis Álvarez Enparantza)。チジャルデギとも。

## 経歴

### 言語学者として
チリャルデギの父親は印刷業に携わっていた。1929年9月27日、ギプスコア県・サン・セバスティアンに生まれた。両親はバスク語を話すことができたが、チリャルデギはカスティーリャ語の生活環境で育った。彼のようにバスク語を母語とせず、あとからバスク語を習得したバスク語の話し手は「新バスク語人」と呼ばれる。ビルバオの高等工科学校では工学を学んでいたが、19歳の時にバスク語を習得することを決め、パリで言語学を学んだ。1957年にはエウスカルツァインディア（バスク語アカデミー）の遠隔地会員となり、チリャルデギによる標準バスク語の形態や正書法などの提案はエウスカルツァインディアに採用された。1993年には発音委員会のメンバーとなり、エウスカルツァインディアの正会員候補として3度チリャルデギの名前が浮上したが、政治的な理由で辞退している。

### 著作家として
著作家や言語学者としてはラレソロ(Larresoro)、イガラ(Igara)、ウサコ(Usako)などの筆名でも活動した。セーレン・キェルケゴール、ミゲル・デ・ウナムーノ、ジャン＝ポール・サルトルなどの実存主義に影響を受けており、また著作家のバートランド・ラッセルにも影響を受けた。出版した書籍の多くはバスク語で書き、また多くの小説や政治評論なども著している。1957年の『Leturiaren egunkari ezkutua』はバスク語で書かれた初の現代的な小説とされており、バスク文学に明確な分割線を引いた。その他の小説には『Haizeaz bestaldetik』（1979年）、『Putzu』（1999年）などがあり、随筆には『Huntaz eta hartaz』（1965年）、『Hizkuntza eta pentsakera』（1972年）、『Euskal Herria helburu』（1994年）などがあり、学術研究には『Euskal fonologia』（1980年）、『Euskal azentuaz』（1984年）、『Elebidun gizartearen azterketa matematikoa』（1984年）などがある。1968年には小説『Elsa Scheelen』でチョミン・アギーレ賞を受賞した。1969年には数学教育用の書籍でアンディマ賞を受賞した。1980年には『Euskal Gramatika』で「銀のラウブル賞」を受賞した。
1970年代には他者との共同でEuskal Herrian Euskarazバスク語運動を設立した。1982年にはバスク大学で講義を受け持つようになり、後にバスク大学の名誉教授となった。バスク科学知識人コミュニティのイングマには、チリャルデギによる122の論文、書籍、講演集などが示されている。

### 政治活動家として
ビルバオの高等工科学校在学中に学生運動に加わるようになり、やがてバスク・ナショナリズム運動に身を投じるようになった。バスク民族主義党(PNV)の青年部のひとつであるEKIN（行動）の創始者であり、バスクの文化や歴史を研究して機関誌「EKIN」を発行した。1957年にはEKINとバスク民族主義党との対立が表面化し、バスク民族主義党から分離してバスク祖国と自由(ETA)となる際には、チリャルデギも首謀者のひとりだった。ETAはフェデリコ・クルトヴィッヒの民族理論にイデオロギーを求め、民族解放を主張する革命組織に発展していった。1967年にはマルクス主義と共産主義を激しく批判してETAを脱退し、妻子とともにフランスに亡命すると、15年間をパリやベルギーのブリュッセルで暮らした。ETAは1968年に武力闘争を開始した。
フランシスコ・フランコの死後にスペインに戻り、1976年、チリャルデギとイニャキ・アルデコアはバスク社会主義者会議(ESB)という政党を設立した。1977年にはETAと関連が深いとされるエリ・バタスナ（後のバタスナ）の創設に関与し、1979年の総選挙でスペイン国会の下院議員に選出された。マドリードのアルカラ・ホテルで政治家やジャーナリストと会食中に右翼軍事組織隊員に襲撃されたこともあり、同席者のひとりが死亡したが、チリャルデギはテーブルの下に隠れて無事だった。チリャルデギはETAによる武力闘争は実効的でないと考えており、その後はアララールという政党で活動した。また、アララールがETAの武力闘争の被害者とともに、バスク自治州政府によって組織された団結行動に参加した際には、武力闘争とは公然と距離を取った。2008年の総選挙では、ギプスコア県選挙区からバスク民族主義者行動(EAE)の一員として下院議員に立候補した。
妻との間に2人の息子、1人の娘がいる。息子のホセバ・アルバレスは左派バスク民族主義者である。2012年、チリャルデギはサン・セバスティアンで死去した。82歳だった。

## 関連文献
- Aizpuru, Alaitz 2012: "Existentzialismoaren hastapenak Euskal Herrian: Leturiaren egunkari ezkutua" in Alaitz Aizpuru(koord.), Euskal Herriko pentsamenduaren gida, ビルバオ, UEU社. ISBN 978-84-8438-435-9
- Azurmendi, Joxe（ホセ・アスルメンディ) 1999: Txillardegiren saioa: hastapenen bila, ハキン（雑誌）, 114: 17-45.
- Azurmendi, Joxe（ホセ・アスルメンディ) 2000: "Kierkeggard-en <<egunkari ezkutua>>" in Txipi Ormaetxea (arg.), Txillardegi lagun giroan, ビルバオ, UEU社 ISBN 84-8438-007-6
- Hegats. Literatur aldizkaria. 49. ISSN 1130-2445
- Olaziregi, Mari Jose 2012. Basque Literary History, アメリカ合衆国・ネバダ州・リノ, ネバダ大学バスク研究センター. ISBN 978-1-935709-19-0
- Sudupe, Pako 2011: 50eko hamarkadako euskal literatura I: hizkuntza eta ideologia, サン・セバスティアン, Utriusque Vasconiae社. ISBN 978-84-938329-4-0
- Sudupe, Pako 2011: 50eko hamarkadako euskal literatura II: kazetaritza eta siakera, サン・セバスティアン, Utriusque Vasconiae社. ISBN 978-84-938329-5-7
- Sudupe, Pako 2012: "Ideologia eztabaidak 50eko hamarkadan" in Alaitz Aizpuru (koord.), Euskal Herriko pentsamenduaren gida, ビルバオ, UEU社. ISBN 978-84-8438-435-9
- Sudupe, Pako 2016: Txillardegiren borroka abertzalea, Donostia: Elkar ISBN 978-84-9027-544-3
- Sudupe, Pako 2025: "Orixe, Gandiaga, R. Arregi eta Txillardegi" in XX. mendeko euskal pentsamendua Joxe Azurmendiren talaiatik, Leioa, EHU. ISBN 978-84-9860-927-1
- Torrealdai, Joan Mari 2014: Batasunaren bidea urratzen. Txillardegiren eragintza praktikoa, Jakin, 204:11-96.
- Zapiain, Markos 2000: "Txillardegi gazte eroaren heriotza eta egia" in Txipi Ormaetxea (arg.), Txillardegi lagun giroan, Bilbo: UEU. ISBN 84-8438-007-6
- Zapiain, Markos 2024: Txillardegi hizkuntzalari,  Donostia, Elkar. ISBN 978-8413604473